# Smith (Automobilhersteller)
Smith war ein US-amerikanischer Hersteller von Automobilen.

## Unternehmensgeschichte
Art Smith war Autoenthusiast und Pilot. In den 1910er Jahren fertigte er in San Francisco in Kalifornien einige Automobile. Der Markenname lautete Smith, wobei gelegentlich auch Art Smith auf den Fahrzeugen stand. Der Rennfahrer Harry Hartz schrieb am 10. Mai 1917 in der Zeitschrift Motor Age, dass Smith im Vorjahr, also 1916, die Fahrzeuge hergestellt habe. Eine andere Quelle gibt das Jahr 1911 an. Insgesamt entstanden acht Fahrzeuge.

## Fahrzeuge
Die Fahrzeuge waren eine Mischung aus Cyclecar und kleinen Rennwagen. Sie konnten eine Straßenzulassung erhalten. Nach kalifornischen Registrationen war ein Fahrzeug auf Art Smith und ein anderes auf Al Maggim zugelassen.
Eine Quelle gibt an, dass sie Motor und Kraftübertragung von Harley-Davidson hatten.